# Run This Town
«Run This Town» (укр. Керувати цим містом) — пісня Jay-Z з участю Ріанни та Каньє Веста. Була випущена як другий сингл з одинадцятого студійного альбому Jay-Z The Blueprint 3.

## Формати і трек-лист
- Цифрова дистрибуція[1]

1. «Run This Town» (з участю Ріанни і Каньє Веста) – 4:34

- CD-сингл[2]

1. «Run This Town» (з участю Ріанни і Каньє Веста) – 4:34
2. «D.O.A. (Death of Auto-Tune)» – 4:15

## Нагороди
| Рік  | Церемонія                        | Нагорода                      | Результат |
| ---- | -------------------------------- | ----------------------------- | --------- |
| 2010 | 52nd Grammy Awards               | Best Rap/Sung Collaboration   | Перемога  |
| 2010 | 52nd Grammy Awards               | Best Rap Song                 | Перемога  |
| 2010 | BET Hip-Hop Awards               | Best Hip-Hop Video            | Номінація |
| 2010 | International Dance Music Awards | Best Hip-Hop Dance Track      | Номінація |
| 2010 | People's Choice Awards           | Favourite Music Collaboration | Перемога  |
| 2011 | Black Reel Awards                | Best Original or Adapted Song | Номінація |

## Чарти та сертифікації
Пісня досягла 2-о місця у США та 1-е - у Великій Британії. Також вона потрапила у топ-10 більше 10-и чартів світу.